# Ретийские Альпы
Ретийские Альпы (нем. Rätische Alpen, итал. Alpi Retiche) — центральная часть Восточных Альп в Италии, Швейцарии и Австрии, между перевалами Шплюген и Бреннер.
Длина горной цепи составляет более 90 км. В Ретийские Альпы часто включатся 3 изолированных массива: Ортлес, Адамелло и Бернина. Высшая точка — гора Бернина (4049 м.).
Ретийские Альпы сложены доломитами и известняками. Рельеф — горно-ледниковый. Широко развит горнолыжный туризм и альпинизм.

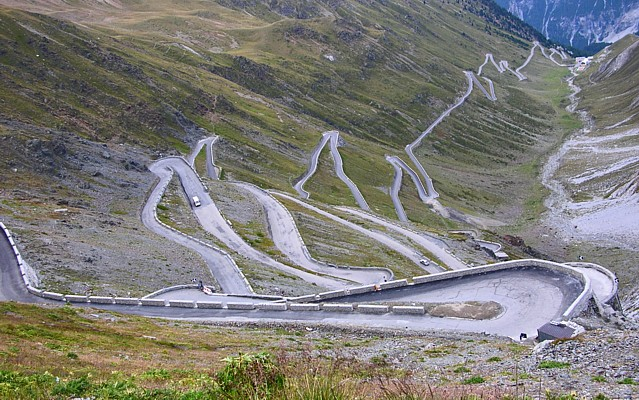
Горный серпантин в Ретийских Альпах